# فلاديمير كاغان
فلاديمير كاغان (بالألمانية: Vladimir Kagan؛ بالإنجليزية: Vladimir Kagan) هو شخصية أعمال ومهندس معماري ألماني وأمريكي، ولد في 1927 في فورمس في ألمانيا، وتوفي في 7 أبريل 2016 في بالم بيتش في الولايات المتحدة.